# Olympische Sommerspiele 1956/Leichtathletik – 4 × 100 m (Frauen)

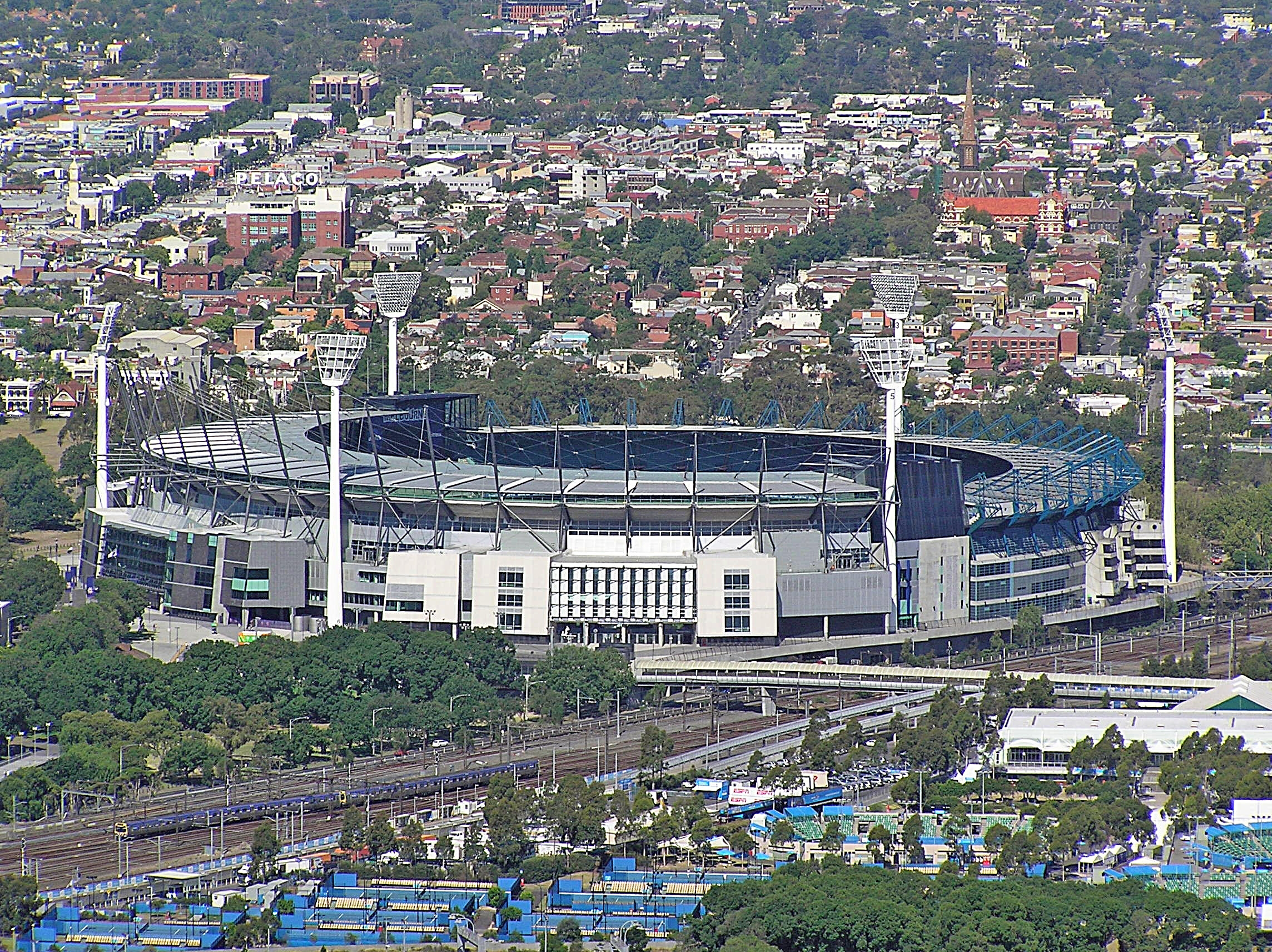
Melbourne Cricket Ground, Olympiastadion (hier im Jahr 2008)

Die 4-mal-100-Meter-Staffel der Frauen bei den Olympischen Spielen 1956 in Melbourne wurde am 1. Dezember 1956 im Melbourne Cricket Ground ausgetragen. In neun Staffeln nahmen 36 Athletinnen teil.
Den Olympiasieg sicherte sich die Staffel Australiens mit Shirley de la Hunty, Norma Croker, Fleur Mellor und Betty Cuthbert.
Silber ging an das britische Team (Anne Pashley, Jean Scrivens, June Foulds, Heather Armitage).
Die USA gewann in der Besetzung Mae Faggs, Margaret Matthews, Wilma Rudolph und Isabelle Daniels die Bronzemedaille.
Schweizer und österreichische Staffeln nahmen nicht teil. Die deutsche Staffel konnte sich für das Finale qualifizieren und belegte dort den sechsten und letzten Rang.

## Rekorde

### Bestehende Rekorde
| Weltrekord         | 45,1 s | Deutschland (Erika Fisch, Christa Stubnick, Gisela Birkemeyer, Bärbel Mayer) | Dresden, DDR                 | 30. September 1956 |
| Olympischer Rekord | 45,9 s | USA (Mae Faggs, Catherine Hardy, Barbara Jones, Janet Moreau)                | Finale OS Helsinki, Finnland | 27. Juli 1952      |
| Olympischer Rekord | 45,9 s | BR Deutschland (Ursula Knab, Maria Sander, Helga Klein, Marga Petersen)      | Finale OS Helsinki, Finnland | 27. Juli 1952      |

### Rekordverbesserungen
Der bestehende Weltrekord wurde von drei Staffeln verbessert:
- 44,9 s – Australien (Shirley de la Hunty, Norma Croker, Fleur Mellor, Betty Cuthbert), erster Vorlauf
- 44,9 s – Deutschland (Maria Sander, Christa Stubnick, Gisela Birkemeyer, Bärbel Mayer), erster Vorlauf
- 44,5 s – Australien (Shirley de la Hunty, Norma Croker, Fleur Mellor, Betty Cuthbert), Finale

## Durchführung des Wettbewerbs
Neun Staffeln traten am 1. Dezember zu zwei Vorläufen an. Die jeweils drei besten Staffeln – hellblau unterlegt – qualifizierten sich für das Finale, das am selben Tag stattfand.

## Zeitplan
1. Dezember, 15:30 Uhr: Vorläufe

1. Dezember, 16:50 Uhr: Finale
Anmerkung: Alle Zeiten sind als Ortszeit von Melbourne angegeben. (UTC + 10)

## Vorläufe
Datum: 1. Dezember 1956, ab 15:30 Uhr

### Vorlauf 1
| Platz | Staffel     | Besetzung                                                          | Offizielle Zeit handgestoppt | Inoffizielle Zeit elektronisch |
| ----- | ----------- | ------------------------------------------------------------------ | ---------------------------- | ------------------------------ |
| 1     | Australien  | Shirley de la Hunty Norma Croker Fleur Mellor Betty Cuthbert       | 44,9 s WR                    | 45,00 s                        |
| 2     | Deutschland | Maria Sander Christa Stubnick Gisela Birkemeyer Bärbel Mayer       | 44,9 s WR                    | 45,07 s                        |
| 3     | Italien     | Letizia Bertoni Milena Greppi Giuseppina Leone Maria Musso         | 45,9 s000                    | 45,91 s                        |
| 4     | Frankreich  | Catherine Capdevielle Micheline Fluchot Simone Henry Angèle Picado | 46,3 s000                    | 46,39 s                        |
| 5     | Kanada      | Eleanor Haslam Dorothy Kozak Diane Matheson Maureen Rever          | 46,6 s000                    | 46,79 s                        |

### Vorlauf 2
| Platz | Staffel        | Besetzung                                                           | Offizielle Zeit handgestoppt | Inoffizielle Zeit elektronisch |
| ----- | -------------- | ------------------------------------------------------------------- | ---------------------------- | ------------------------------ |
| 1     | Großbritannien | Anne Pashley Jean Scrivens June Foulds Heather Armitage             | 45,3 s                       | 45,38 s                        |
| 2     | USA            | Mae Faggs Margaret Matthews Wilma Rudolph Isabelle Daniels          | 45,4 s                       | 45,52 s                        |
| 3     | Sowjetunion    | Wera Krepkina Galina Restschikowa Marija Itkina Irina Turowa        | 46,1 s                       | 46,20 s                        |
| 4     | Polen          | Maria Kusion-Bibro Barbara Sobotta Genowefa Minicka Halina Herrmann | 46,5 s                       | 46,58 s                        |

## Finale
| Platz | Staffel        | Besetzung                                                    | Offizielle Zeit handgestoppt | Inoffizielle Zeit elektronisch |
| ----- | -------------- | ------------------------------------------------------------ | ---------------------------- | ------------------------------ |
| 1     | Australien     | Shirley de la Hunty Norma Croker Fleur Mellor Betty Cuthbert | 44,5 s WR                    | 44,65 s                        |
| 2     | Großbritannien | Anne Pashley Jean Scrivens June Foulds Heather Armitage      | 44,7 s000                    | 44,70 s                        |
| 3     | USA            | Mae Faggs Margaret Matthews Wilma Rudolph Isabelle Daniels   | 44,9 s000                    | 45,04 s                        |
| 4     | Sowjetunion    | Wera Krepkina Galina Restschikowa Marija Itkina Irina Turowa | 45,6 s000                    | 45,81 s                        |
| 5     | Italien        | Letizia Bertoni Milena Greppi Giuseppina Leone Maria Musso   | 45,7 s000                    | 45,90 s                        |
| 6     | Deutschland    | Maria Sander Christa Stubnick Gisela Birkemeyer Bärbel Mayer | 47,2 s000                    | 47,29 s                        |

Datum: 1. Dezember 1956, 16:50 Uhr
Die Australierinnen traten als haushohe Favoritinnen an. Sie hatten mit Betty Cuthbert die Siegerin über 100 Meter und 200 Meter als Schlussläuferin aufgeboten. Außerdem waren auch Shirley de la Hunty, Siegerin über 80 Meter Hürden, sowie Norma Croker, Bronzemedaillengewinnerin über 100 Meter, dabei.
Schon in der Vorrunde lief dieses Team Weltrekord. In demselben Vorlauf konnte die deutsche Staffel überraschend gut mithalten und wurde zeitgleich, also ebenfalls mit Weltrekord, nur knapp geschlagen. Deshalb wurde ihnen für das Finale einiges zugetraut.
Doch der Endlauf lief anders als von vielen erwartet. Die Britinnen zeigten sich sehr stark und lagen bis zum dritten Wechsel – June Fouls auf Heather Armitage – sogar ganz leicht in Führung. Auf der Zielgeraden war Betty Cuthbert als Schlussläuferin von Heather Armitage nicht mehr zu halten, das bedeutete Gold für Australien und Silber mit nur zwei Zehntelsekunden Rückstand für Großbritannien. Weitere zwei Zehntelsekunden zurück gab es Bronze für die USA.
Die deutsche Staffel lag bis zum dritten Wechsel etwa gleichauf mit den USA und der Sowjetunion, verpatzte aber diese Stabübergabe. Schlussläuferin Mayer lief dann auch nicht mehr mit vollem Einsatz.
Australien verbesserte nochmals den Weltrekord, auch die britische Staffel unterbot noch den Weltrekord aus der Vorrunde um zwei Zehntelsekunden. Die USA-Staffel stellte den Weltrekord aus dem Vorlauf ein und blieb um zwei Zehntelsekunden unter dem alten Weltrekord.
Das australische Team errang den ersten Olympiasieg für ihr Land in dieser Disziplin.

## Videolinks
- Relay 100m Final Melbourne 1956 Olympics Colour Footage, youtube.com, abgerufen am 18. August 2021
- Melbourne 1956 Official Olympic Film - Part 4 | Olympic History, Bereich: 5:31 min bis 7:03 min, youtube.com, abgerufen am 18. August 2021